# Óblast autónomo Karachái-Cherkeso
El Óblast Autónomo Karachái-Cherkeso (del ruso: Карачаево-Черкесская автономная область) fue una división administrativa de la República Socialista Federativa Soviética de Rusia en la Unión de Repúblicas Socialistas Soviéticas, que se encontraba en el territorio del krai de Stávropol que existió entre el 12 de enero de 1922 al 26 de abril de 1926 y del 9 de enero de 1957 al 30 de noviembre de 1990. Ocupaba una superficie de 14 100 kilómetros cuadrados y su centro administrativo era Cherkesk. 

## Historia
El óblast fue creado el 12 de enero de 1922 con la mayor parte del otdel de Batalpashinskaya del óblast de Kubán-Mar Negro y la región karachái de la República Soviética de la Montaña con centro en la stanitsa Batalpashinskaya. El 16 de octubre de 1924 entra a formar parte del krai del Cáucaso Norte. El 26 de abril de 1926 es dividido en óblast autónomo Cherkeso y óblast autónomo Karachái (abolido en 1943 y dividido entre el krai de Stávropol y el OA Cherkeso).
Tras la rehabitación de los karacháis por su colaboración con la Alemania Nazi, el 9 de enero de 1957 es reconstituido dentro del krai de Stávropol el óblast autónomo conjunto con el territorio del OA Cherkeso y el antiguo OA Karachái. 
El 23 de marzo se aprobó que la división administrativa territorial consistiera en dos ókrugs urbanos y ocho raiones: las ciudades Karacháyevsk y Cherkesk, y los raiones de Adyge-Jabl (Adyge-Jabl), Zelenchukskaya (Zelenchukskaya), Karacháyevsk (Karacháyevsk), Malokarachayevski (Uchkeken), Prikubanski (Kavkazski), Raión de Urup (Pregradnaya), Ust-Dzhegutá (Ust-Dzhegutá), Jabez (Jabez).
El 30 de noviembre de 1990 el OA es desvinculado del krai de Stávropol y se proclama República Socialista Soviética de Karacháyevo-Cherkesia dentro de la RSFSR, hecho que fue aprobado por el Soviet Supremo de la URSS el 3 de julio de 1991 y que tras un referéndum en el que se votó en contra de una división en varias repúblicas, se convirtió en República de Karacháyevo-Cherkesia en la Federación Rusa el 9 de diciembre de 1992.

## Demografía
| 1959    | 1970    | 1979    | 1989    |
| ------- | ------- | ------- | ------- |
| 277 959 | 344 651 | 368 343 | 417 560 |